# Chelsea McClammer
Chelsea McClammer es una atleta estadounidense de pista y campo. Con el equipo de Estados Unidos, ganó dos medallas de plata y una de bronce en los Juegos Paralímpicos de 2016.

## Biografía
McClammer jugó baloncesto, tenis y atletismo durante su niñez, pero se lesionó la médula espinal en un accidente automovilístico cuando tenía seis años y tuvo que comenzar a usar una silla de ruedas.

## Carrera
Comenzó a competir en carreras en silla de ruedas cuando era adolescente. Se enteró de las carreras en silla de ruedas en una convención deportiva y contrató a Theresa Skinner para que la entrenara para las carreras competitivas. Con Skinner como su entrenadora, se clasificó para los Juegos Paralímpicos de Atletismo de los Estados Unidos a la edad de 12 años.

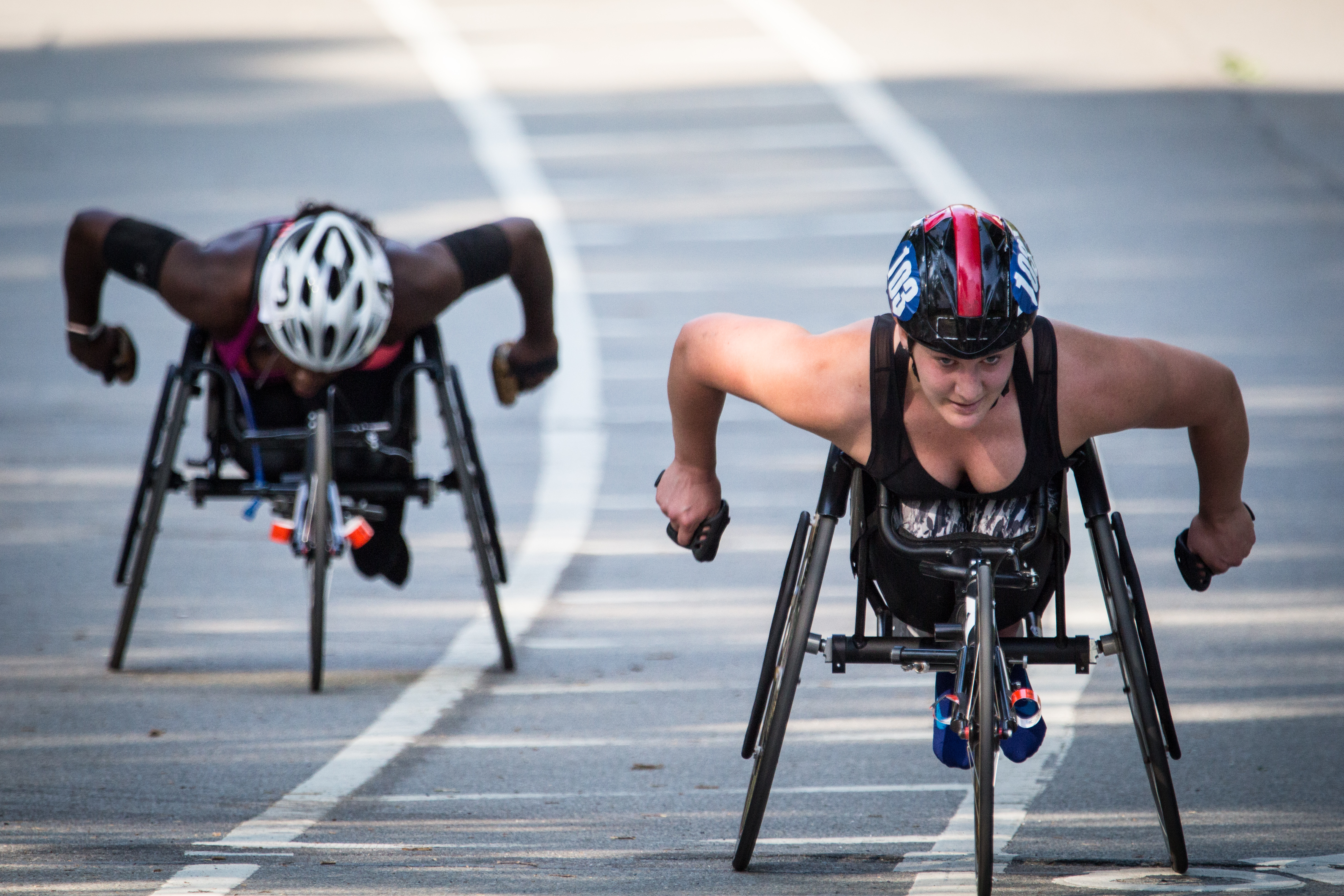
McClammer en 2018

Como estudiante de primer año en la escuela secundaria, se convirtió en el miembro más joven del equipo de EE. UU. en los Juegos Paralímpicos de Pekín 2008 a los 14 años. En Pekín, se clasificó para la final de la clasificación T54 y superó su récord personal. Se perdió las dos primeras semanas de clases en la escuela secundaria de Kiona-Benton City, pero a su regreso, se unió al equipo de campo traviesa de la escuela. Mientras competía con el equipo, estableció un nuevo récord estatal con un tiempo de 7:29 para 2.1 millas. Sin embargo, después de someterse a una cirugía por escoliosis, compitió en la clase T53.
En 2011, ganó una medalla de bronce en la carrera de 800 metros en los Juegos Parapanamericanos 2011, realizados en Guadalajara, México. También ganó una medalla de oro con un tiempo de 34,55 en los 200 m T53 femeninos, otra en los 100 m. Al graduarse de secundaria, se inscribió en la Universidad de Illinois en Urbana-Champaign.
Como estudiante universitaria, fue incluida en el equipo estadounidense del Campeonato Mundial de Atletismo del IPC 2013 y compitió en los 200 metros femeninos. Ganó una medalla de bronce en la carrera femenina de 200 metros T53 con un tiempo de 31,95. Más tarde compitió con el equipo nacional en el Campeonato Mundial de Atletismo del IPC de 2015. Terminó la competencia en cuarto lugar en la carrera de 800 m T54.
En 2016, ganó dos medallas de plata y una de bronce en las carreras femeninas de 5,000 metros-T53 / 54, 4 × 400 relevos-T53 / 54 y 1500 metros en los Juegos Paralímpicos de Verano de 2016. Al año siguiente, compitió con el equipo de EE. UU. en el Campeonato Mundial de Paratletismo 2017, donde ganó una medalla de plata con un registro de 55.50.
En 2019, dio positivo en hidroclorotiazida (HCTZ), un diurético prohibido. USADA descubrió que el HCTZ apareció como un rastro de contaminante en un medicamento recetado permitido, sin el conocimiento de McClammer y sin causa de negligencia. Como resultado, aceptó un dictamen sin culpa y no fue descalificada de ninguna competencia pasada o futura.